# 圣内克桑
圣内克桑（法語：Saint-Nexans，法語發音：[sɛ̃ nɛksɑ̃]）是法国多尔多涅省的一个市镇，位于该省西南部，属于贝尔热拉克区。

## 地理
圣内克桑（44°48'17"N, 0°32'51"E）面积12.38 平方千米，位于法国新阿基坦大区多爾多涅省，该省份为法国西南部内陆省份，是法國本土面积第三大的省，大致对应佩里戈尔地区，北起顺时针与夏朗德省、上维埃纳省、科雷兹省、洛特省、洛特-加龙省、吉倫特省和滨海夏朗德省接壤。
与圣内克桑接壤的市镇（或旧市镇、城区）包括：库尔德皮勒、圣欧班德朗凯、圣日耳曼和蒙斯、科讷德拉巴尔德、科隆比耶、贝尔热拉克。
圣内克桑的时区为UTC+01:00、UTC+02:00（夏令时）。

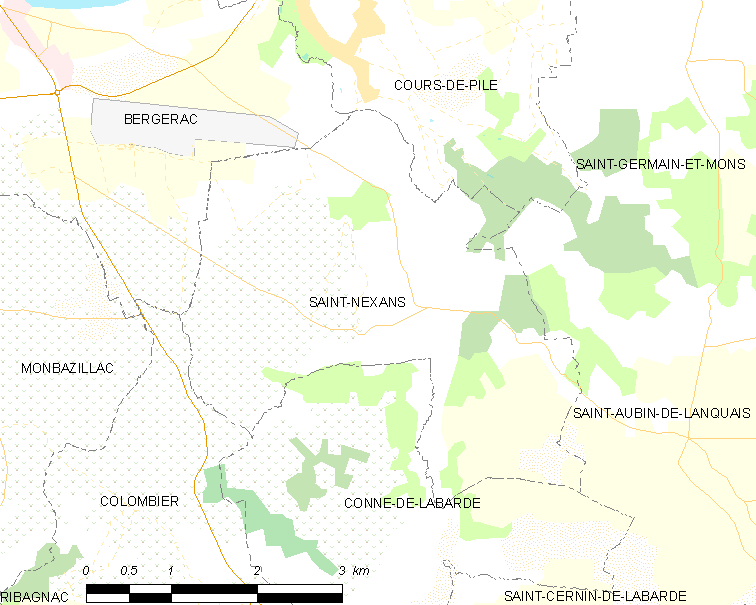
圣内克桑的OSM定位图

## 行政
圣内克桑的邮政编码为24520，INSEE市镇编码为24472。

## 政治
圣内克桑所属的省级选区为贝尔热拉克第二县。

## 人口

1962-2008年间圣内克桑人口变化图示

圣内克桑于2022年1月1日时的人口数量为1013人。